# Quiroga (Spanyolország)
Quiroga egy község Spanyolországban, Lugo tartományban. Quiroga Ribas de Sil, A Pobra do Brollón, Folgoso do Courel, Oencia, Vilamartín de Valdeorras, A Rúa, Larouco, Manzaneda és A Pobra de Trives községekkel határos. Lakosainak száma 3057 fő (2024).

## Népesség
A település népessége az elmúlt években az alábbi módon változott:
| Lakosok száma | 4255 | 4129 | 3939 | 3829 | 3595 | 3501 | 3328 | 3207 | 3125 | 3057 |
|               | 2001 | 2004 | 2007 | 2009 | 2012 | 2014 | 2017 | 2019 | 2022 | 2024 |